# Округ Камберланд (Мејн)
Камберланд (енгл. Cumberland County) је округ у америчкој савезној држави Мејн.

## Демографија
По попису из 2010. године број становника је 281.674, што је 16.062 (6,0%) становника више него 2000. године.
| Група             | 2000.           | 2010.           |
| Белци             | 252.915 (95,2%) | 258.468 (91,8%) |
| Афроамериканци    | 2.815 (1,1%)    | 6.781 (2,4%)    |
| Азијати           | 3.707 (1,4%)    | 5.769 (2,0%)    |
| Хиспаноамериканци | 2.526 (1,0%)    | 5.045 (1,8%)    |
| Укупно            | 265.612         | 281.674         |